# Egy élet (film, 2023)
Az Egy élet (eredeti cím: One Life) 2023-ban bemutatott koprodukciós életrajzi filmdráma, amelyet Lucinda Coxon és Nick Drake forgatókönyvéből James Hawes rendezett. A főbb szerepekben Anthony Hopkins, Johnny Flynn, Helena Bonham Carter, Lena Olin, Romola Garai, Alex Sharp és Jonathan Pryce látható.
A film világpremierje a Torontói Nemzetközi Filmfesztiválon volt 2023. szeptember 9-én, az európai premiert pedig a 2023-as Londoni Filmfesztiválon tartották. Az Egyesült Királyságban 2024. január 1-én jelent meg a Warner Bros. Pictures, majd Amerikában 2024. március 15-én a Bleecker Street forgalmazásában. Magyarországon 2024. február 15-én mutatta be feliratosan a Fórum Hungary. Általánosságban pozitív véleményeket kapott a kritikusoktól, dicsérve a szereplőket, különösen Hopkins és Bonham Carter alakítását.

## Cselekmény
Amikor a 29 éves londoni tőzsdeügynök, Nicholas Winton 1938-ban, néhány héttel a müncheni egyezmény aláírása után Csehszlovákiába látogat, Prágában találkozik olyan családokkal, akik a nácik németországi és ausztriai hatalomra jutása elől menekültek, és a legszegényebb életkörülmények között, fedél és élelem nélkül, a náci támadástól tartva éltek. Ott ismerkedik meg Doreen Warrinerrel, a Csehszlovákiai Menekültek Brit Bizottságának (BCRC) prágai kirendeltség vezetőjével, és a menekülttáborokban uralkodó állapotoktól megdöbbenve úgy dönt, maga is részt vesz a zsidó gyerekek megmentésében. Édesanyja, Babette, aki maga is német-zsidó bevándorló volt, és azóta áttért az anglikán egyházra, aktívan támogatja őt, hogy leküzdje a bürokratikus akadályokat, adományokat gyűjtsön és nevelőcsaládokat találjon az Angliába hozott gyerekeknek. Sokan közülük zsidók, akiket közvetlenül fenyeget a deportálás veszélye. Megkezdődik a versenyfutás az idővel, hiszen nem tudni, meddig maradnak nyitva a határok.
Ötven évvel később, 1988 karácsonyán, amikor Nicholas már a hetvenes éveiben jár, rendet rak az irodájában, ahogy azt felesége, Grete kérte tőle. Megtalálja régi dokumentumait, amelyekben a BCRC-nek végzett munkáját rögzítette, fényképekkel és listákkal azokról a gyerekekről, akiket biztonságba helyeztek vagy biztonságba akartak helyezni. Nicholas még mindig magát hibáztatja, amiért nem tudott többet spórolni. Régi barátjával, Martinnal ebédel, és Nicholas azon töpreng, mit kezdjen a sok irattal. Fontolgatja, hogy egy holokausztmúzeumnak adományozza őket, de mivel egy kicsit fel akarja hívni a figyelmet a menekültek jelenlegi helyzetére is, nem teszi meg.
A dokumentumok végül a BBC által sugárzott, Esther Rantzen vezette That's Life! című tévéműsor produkciós csapatához kerülnek. Nicholas-t meghívják a műsorba, és arra kérik, üljön be a közönség soraiba, állítólag csak azért, hogy megbizonyosodjon a dokumentumok hitelességéről. A That's Life meglepi Nicholas-t azzal, hogy meghívja a műsorba azt a nőt, akit gyerekkorában megmentett; a neve Vera Gissing. Az adás után beszélgetnek, és Vera elmondja neki, hogyan éltek akkoriban a húgával. A műsor után más emberek is jelentkeznek, akik Nicholasnak köszönhetik az életüket.Ezért ismét meghívják a műsorba. 
A műsorvezető megkér mindenkit a nézőtéren, aki az ő segítsége nélkül ma nem lenne ott, hogy álljon fel, ekkor senki sem marad ülve.

## Szereplők
| Szerep          | Színész                       | Magyar hang |
| --------------- | ----------------------------- | ----------- |
| Nicholas Winton | Anthony Hopkins (idősen)      |             |
| Nicholas Winton | Johnny Flynn (fiatalon)       |             |
| Babi Winton     | Helena Bonham Carter          |             |
| Grete Winton    | Lena Olin                     |             |
| Martin Blake    | Jonathan Pryce (idősen)       |             |
| Martin Blake    | Ziggy Heath (fiatalon)        |             |
| Doreen Warriner | Romola Garai                  |             |
| Trevor Chadwick | Alex Sharp                    |             |
| Esther Rantzen  | Samantha Spiro                |             |
| Rabbi Hertz     | Samuel Finzi                  |             |
| Vera Gissing    | Henrietta Garden (idősen)     |             |
| Vera Gissing    | Frantiska Polakova (fiatalon) |             |

## A film készítése
2020 szeptemberében jelentették be, hogy Anthony Hopkins és Johnny Flynn szerepet kaptak a Nicholas Wintonról szóló, Egy élet című életrajzi filmben. A film nemzetközi értékesítését a FilmNation Entertainment és a Cross City Films végezte volna.
A forgatásra Londonban került sor 2022 szeptemberében, a további forgatás pedig Prágában zajlott.
Winton lánya kérte, hogy Hopkins játssza el az apját. Hopkins elolvasta a forgatókönyvet és elfogadta a szerepet. Winton fia dicsérte Hopkinst az apja megformálásáért. Az egyik túlélő "méltó tiszteletadásnak" nevezte a filmet. A műsor közönségének újrateremtését alkotó statiszták a Winton által megmentett emberek valódi gyermekei.
A film reklámkampánya felháborodást váltott ki, amikor a Kindertransporton részt vevő gyermekek túlnyomórészt zsidó származását kihagyták, és ehelyett "közép-európaiként" jellemezték őket.